# Pellonpekko

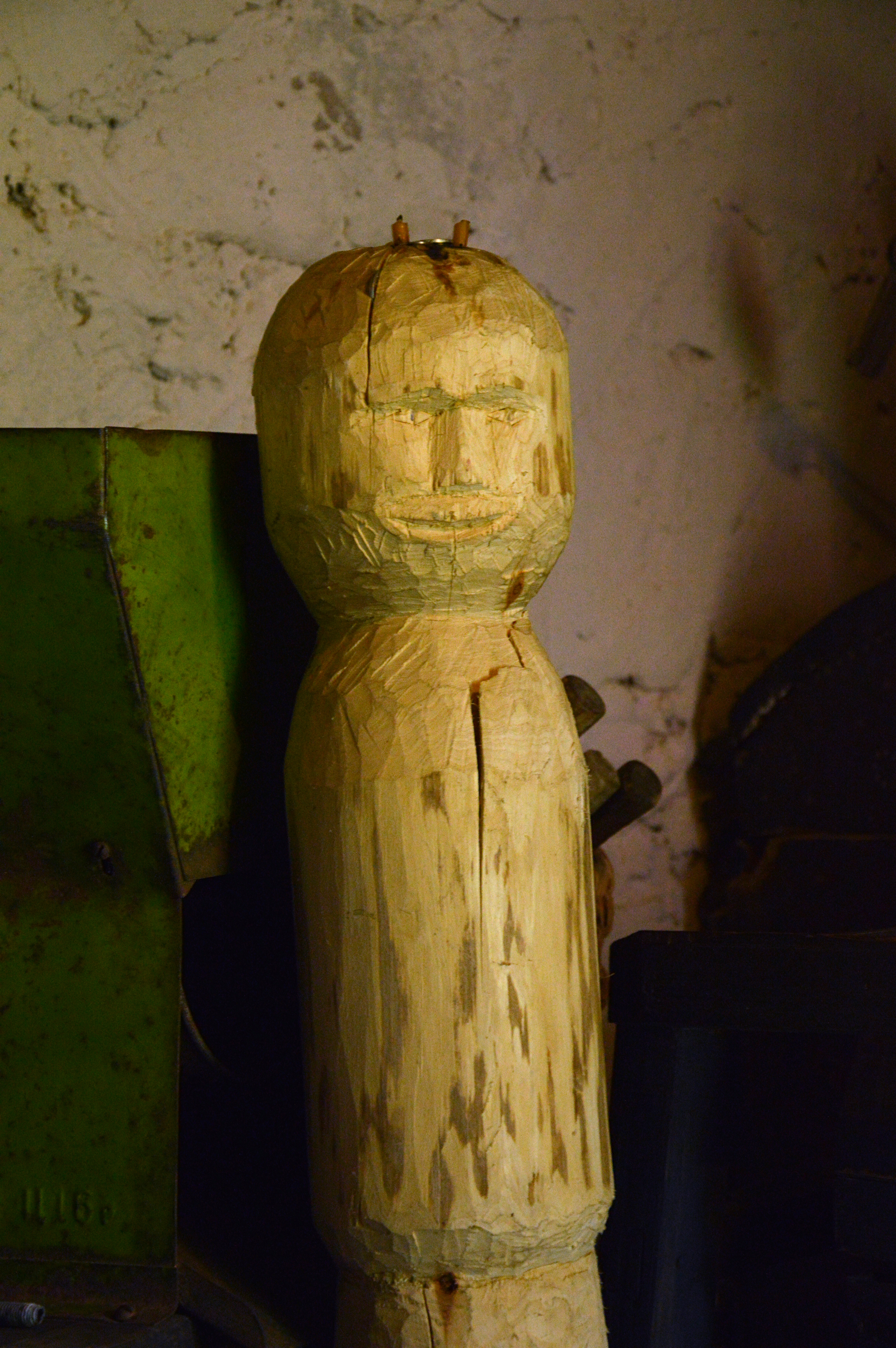

Pekko je dle finské a estonské mytologie (Peko) bůh plodin, zejména ječmene a piva. Pomáhá zemědělcům a je považován za boha polí a plodnosti s atributem kouzelné palice. Peko je národním symbolem Setuů a setuská selka Anne Vabarna o něm složila veršovaný epos. Poprvé je v literatuře zmíněn biskupem Mikaelem Agricolou v roce 1551.